# مجلس مؤسسان در ایران
پس از استقرار مشروطیت در ایران سه بار مجلس مؤسسان در ایران تشکیل شد. همچنین پس از انقلاب ۵۷ ایران نیز یک بار این مجلس تشکیل شد. اما عمر کوتاهی داشت.

## شاهنشاهی مشروطه
- مجلس مؤسسان نخست که در سال ۱۳۰۴ هجری خورشیدی تشکیل شد و اصول قانون اساسی را برای انقراض سلسله قاجار و استقرار سلطنت پهلوی تغییر داد.[۳]مجلس مؤسسان نخست ایران در روز یکشنبه ۱۵ آذر ماه ۱۳۰۴ (خورشیدی) با سخنرانی رضاشاه پهلوی گشایش یافت.[۴]

پرچم شیروخورشید شاهنشاهی پهلوی اوّل در ایران که به نوعی پرچم مجلس موسسان نیز محسوب می شد.
- مجلس مؤسسان دوم که در سال ۱۳۲۸ هجری خورشیدی تشکیل شد و ضمن افزایش اختیارات محمدرضا شاه پهلوی، حق انحلال مجلس شورای ملی و مجلس سنا را به وی تفویض کرد.[۵]

پرچم‌های دریایی ایران در آغاز دوران مشروطیت
- مجلس مؤسسان سوم که در سال ۱۳۴۶ هجری خورشیدی تشکیل شد و ضمن  تعیین  ملکه فرح پهلوی به نیابت سلطنت تا رسیدن ولیعهد رضا پهلوی به سن قانونی، تشکیل قانونی یک شورای سلطنت را در مواقع اضطراری (بیماری، غیبت و فوت شاه) پیش‌بینی نمود.[۶]

- پرچم دولتی (کشوری) ایران پیش از انقلاب اسلامی ۱۳۵۷ (از سال ۱۳۳۷ (خورشیدی) این پرچم به عنوان پرچم شهروندی یا مدنی نیز به کار می‌رفت.[۷])

## دوران جمهوری اسلامی
پس از انقلاب ۱۳۵۷ دو بار در خصوص قانون اساسی و نوشتن و تغییر آن اقدام شد.
نخست مجلس خبرگان قانون اساسی که ۱۲ مرداد ۱۳۵۸ با رای مردم برگزیده شد و مسئولیتش بررسی نهایی پیش‌نویس قانون اساسی جمهوری اسلامی ایران بود. مصوب این مجلس در همه‌پرسی‌ای به تصویب ملت رسید.
بار دوم هئیتی به نام شورای بازنگری قانون اساسی که در سال ۱۳۶۸ تشکیل شد و قانون اساسی جمهوری اسلامی ایران را اصلاح کرد. مصوب این شورا به همه‌پرسی گذاشته شد و تأیید شد.